# Петър Парапунов
Петър Костадинов Парапунов е български военен парашутист.

## Биография
Роден е на 7 май 1929 г. в Разлог. От 6 май 1950 г. започва да извършва скокове с парашут при Ангел Йонов. В състава на българските въздушнодесантни войски става абсолютен отборен шампион на републиканското първенство през 1952 г. През 1953 година е абсолютен републикански първенец. Поставил е 4 републикански и 4 световни рекорда. В кариерата си има извършени 2430 скока.